# やぎ座デルタ星
やぎ座δ星（やぎざデルタせい、δ Cap, δ Capricorni）は、やぎ座で最も明るい恒星で3等星。
黄道付近にあるため、月や惑星による掩蔽が起きる。

## 恒星系
やぎ座δ星は、4つの恒星からなる恒星系である。主星のやぎ座δ星Aは白色巨星に分類され、スペクトル型はAである。分光連星であり、2つの成分の等級は、それぞれ+3.2と+5.2で0.0018秒離れている。またアルゴルと同様に、やぎ座δ星は食連星である。最も近い伴星は主星との共通重心の周りを1.0022768日の周期で公転し、食が起こっている間は光度が0.2等級低下する。
他の2つの恒星は、系のずっと外側を公転していると考えられている。16等級のやぎ座δ星Cは主星から1分、13等級のやぎ座δ星Dは2分離れている。

## 名称
固有名のデネブ・アルゲディ (Deneb Algedi) は、アラビア語で「ヤギの尾」を意味するذنب الجدي ðanab al-jadyという言葉に由来する。2017年2月1日に国際天文学連合の恒星の命名に関するワーキンググループ (Working Group on Star Names, WGSN) は、Deneb Algedi をやぎ座δ星Aaの固有名として正式に承認した。
中国では、城壁線を意味する塁壁陣という星官を構成する塁壁陣四として知られる。

## 文化
やぎ座δ星は占星術的には柔軟で、幸運にも不運にも関連する。中世占星術の15の固定星の1つであり、玉髄、マジョラムと関連した。